# Carex campylorhina
Carex campylorhina là một loài thực vật có hoa trong họ Cói. Loài này được V.I.Krecz. mô tả khoa học đầu tiên năm 1935.